# 童軍服務員

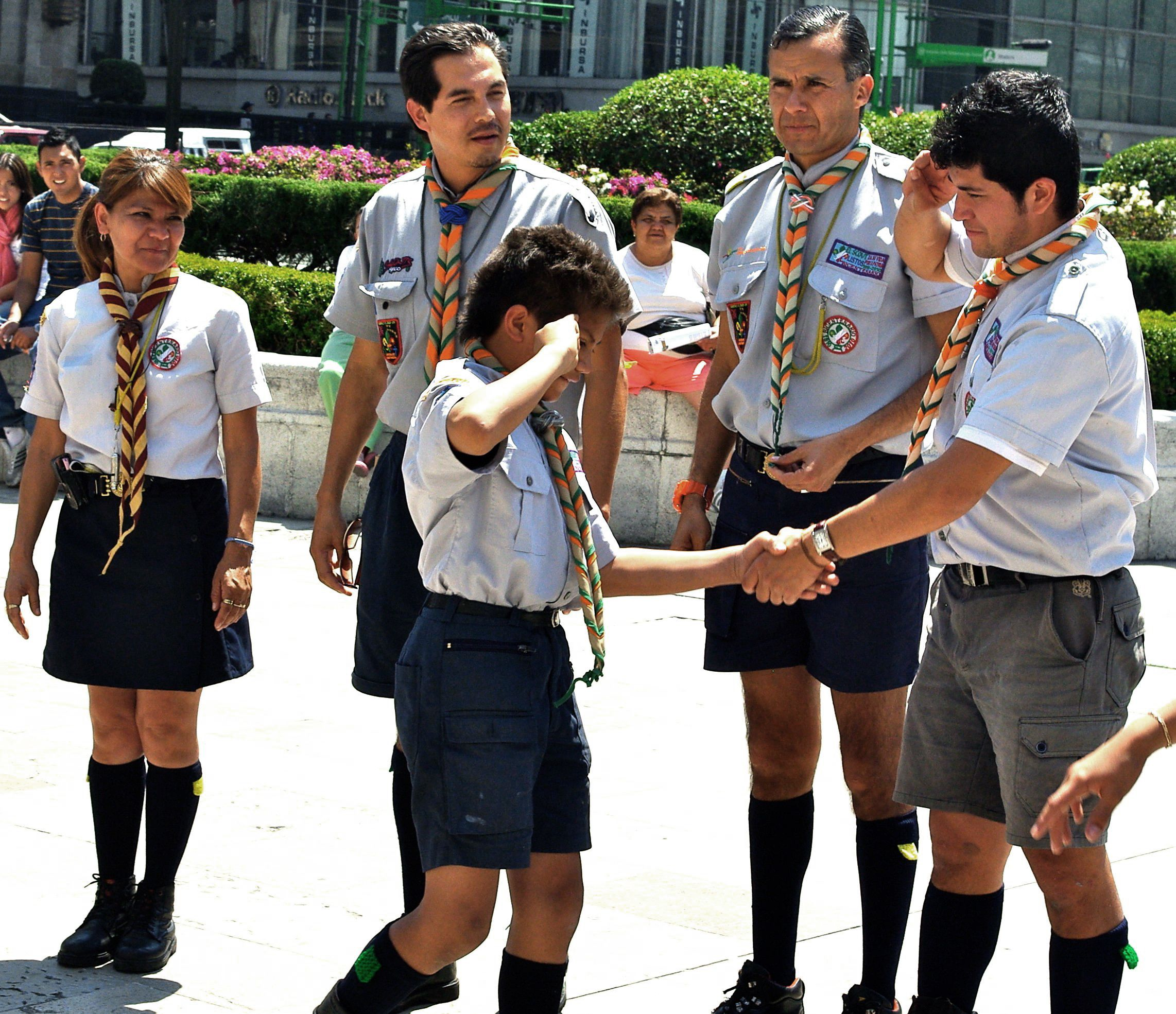
墨西哥的童軍服務員歡迎新加入童軍的男孩，2010年3月

童軍服務員（英語：Scout Leader, Scouter）一般來說指的是經訓練的童軍團成人領導者。童軍服務員的名稱，在不同國家、不同時期與不同種類的童軍團，皆會有不同的名稱。

## 訓練、追蹤與服務員的任命
童軍服務員要參與一系列的訓練課程，通常以木章作為童軍成人服務員的一個基本資格。在大多數國家，木章持有人可以穿戴極偉園領巾、包頭節領巾圈以及木珠。
童軍服務員通常會獲得一個正式的任命（在大多數國家稱為委任）。在獲得任命為成人服務員以前，多數總會會針對各候選人的背景作調查，確保這些候選人適合帶領小孩。